# Edgar Cayce
Edgar Cayce (pronunție în engleză [keɪsiː]; n. 18 martie 1877, Hopkinsville, Kentucky – d. 3 ianuarie 1945, Virginia) a fost un medium de origine americană ce susținea că putea să dea răspunsuri în privința anumitor întrebări precum cele legate de sănătate sau Atlantida printr-o stare de transă. În ciuda faptului că Edgar Cayce era un creștin devotat și a decedat înainte de formarea mișcării New Age, majoritatea adepților acestei mișcări îl consideră pe Cayce fondatorul mișcării.
Cayce a devenit cunoscut în ultima perioadă a vieții sale datorită profețiilor sale, în ciuda faptului că acesta scria materiale despre teologie sau medicină. Scepticii susțin că abilitățile de medium ale lui Cayce pun sub semnul întrebării răspunsurile sale cu temă religioasă.
În prezent sunt mii de cercetători ce studiază capacitățile sale și peste 300 de cărți despre viața acestuia. De asemenea, există organizații fondate în memoria sa, precum Association for Research and Enlightenment, care are sedii în întreaga lume, dar și centre deschise în mai mult de 35 de țări.

### Suport
- Asociația pentru Cercetare și Iluminare
- Pagina canadiană oficială Edgar Cayce
- Cronologia detaliată a vieții și activității lui Edgar Cayce
- Lista lui Cayce despre încarnările lui Isus Hristos Arhivat în 9 iulie 2014, la Wayback Machine.
- Edgar Cayce's Predicții despre schimbări climatice Arhivat în 14 ianuarie 2006, la Wayback Machine.
- On whether the Essenes believed in reincarnation Arhivat în 9 martie 2008, la Wayback Machine.
- The Edgar Cayce Library
- The Edgar Cayce Virtual Library Arhivat în 22 septembrie 2008, la Wayback Machine.
- Edgar Cayce – Ultimul profet al umanitatii, 27 noiembrie 2008, Adrian Nicolae, Descoperă
- ?Profetul adormit?, cel mai misterios om din lume, 9 noiembrie 2003, Evenimentul zilei
- A văzut trecutul, viitorul și SFÂRȘITUL LUMII. Previziunile ultimului PROFET al omenirii | VIDEO, 30 noiembrie 2012, Roxana Roseti, Evenimentul zilei

### Scepticism
- Why Edgar Cayce Was Not a Psychic: Typological Issues and Their Social and Religious Consequences
- The Skeptic's Dictionary on Cayce
- An Encyclopedia of Claims, Frauds, and Hoaxes of the Occult and Supernatural
- The Straight Dope: What's the scoop on Edgar Cayce?
- James Randi: Cayce Flimflam Arhivat în 11 septembrie 2006, la Wayback Machine.
- An American Prophet: Yeah, Right - ABCNews column on Cayce
- Critical analysis of Edgar Cayce and the Association for Research and Enlightenment